# Vähä-Kello
Vähä-Kello är en ö i Finland. Den ligger i sjön Päijänne och i kommunen Luhango i den ekonomiska regionen  Joutsa ekonomiska region  och landskapet Mellersta Finland, i den södra delen av landet, 190 km norr om huvudstaden Helsingfors. Öns area är 4,8 hektar och dess största längd är 270 meter i sydväst-nordöstlig riktning.